# (14682) Davidhirsch
(14682) Davidhirsch est un astéroïde de la ceinture principale.

## Description
(14682) Davidhirsch est un astéroïde de la ceinture principale. Il fut découvert le 5 décembre 1999 à Catalina par le projet CSS. Il présente une orbite caractérisée par un demi-grand axe de 2,52 UA, une excentricité de 0,10 et une inclinaison de 4,6° par rapport à l'écliptique.
Il est nommé d'après un contributeur de la mission OSIRIS-REx.